# Via Turonensis
La via Turonensis (o voie de Tours  in lingua francese), anche nota in italiano come Via Napoleona o Sentiero di Lierna, è uno dei quattro percorsi francesi del Cammino di Santiago di Compostela, quello più a nord. Esso parte dalla Tour Saint-Jacques, a Parigi, poi attraversa Orléans o Chartres, Tours, Poitiers, Saintes (variante per Angoulême), Bordeaux. Presso Ostabat-Asme (crocevia di Gibraltar) esso si ricongiunge alle vie Lemovicensis  e Podiensis, prendendo il nome di Camino navarro. Le tre vie unite si prolungano fino a Puente la Reina in Spagna, dopo l'attraversamento dei Pirenei e della frontiera, sul colle di Bentarte a monte del passo di Roncisvalle, ove proseguono unite per la mèta.

## Storia e contesto dei cammini di Compostella

### IlCodex Calixtiniusd'Aimery Picaud
Secondo il Capitolo Primio della Guida del Pellegrino di Aimery Picaud, quattro vie portano a Santiago di Compostela:
- la via Turonensis, che parte da Parigi e passa per Tours
- la  via Lemovicensis , che parte da Vézelay e passa per Limoges
- la  via Podiensis , che parte da Puy-en-Velay e passa per Cahors
- la via Tolosana, che parte da Arles e passa per Tolosa

Le prime tre si riuniscono a monte di Ostabat, al crocevia di Xibaltarre (o Gibraltar, quartiere di Ostabat), poi attraversano i Pirenei per il colle di Roncisvalle o attraverso Valcarlos, ed a Puente la Reina, in territorio spagnolo, incontrano il Camino aragonés, la quarta via che ha attraversato i Pirenei per il passo del Somport. Le quattro vie principali prendono quindi il nome di Camino francés, che termina alla mèta, cioè a Santiago di Compostela.

### Descrizione storica generale
Nel primo capitolo del suo Codex Calixtinus Aimery Picaud descrive così il percorso denominato oggi via Turonensis:
Vi sono quattro strade che portano a San Giacomo [di Compostela] che si riuniscono in una sola a Puente la Reina, in territorio spagnolo; [… … …], un'altra ancora passa per Saint-Martin de Tours, Saint-Hilaire de Poitiers, Saint-Jean-d'Angély, Saint-Eutrope de Saintes e la città di Bordeaux
Passando per Parigi, il « gran cammino di San Giacomo» è il solo itinerario menzionato dalle descrizioni dei pellegrini (o jacquets) venuti dal nord o dal nord-est dell'Europa, che raggiungevano, passando da Orléans o Chartres, il celebre santuario di San Martino di Tours, il che ha dato il nome al percorso: via Turonensis.
Offerta dalla Spagna, una targa apposta nel 1965 sulla tour Saint-Jacques, unica vestigia della chiesa medievale di Saint-Jacques-de-La-Boucherie a Parigi, afferma che milioni di pellegrini sono partiti da lì per San Giacomo di Compostella. Tuttavia nessuno storico serio ha mai confermato tale affermazione. La Spagna ha trasformato così il campanile di un'antica chiesa di pellegrinaggi a San Giacomo in un sostegno pubblicitario per Compostella.

## Gli itinerari attuali
Vi sono numerosi itinerari che permettono di raggiungere, dopo la partenza da Parigi, il Camino navarro a Ostabat, poi il Camino francés, per raggiungere infine Santiago di Compostela in Galizia.
Alcuni di questi itinerari non possono essere considerati "storici" in quanto variati nel corso dei tempi poiché alcuni erano divenuti impraticabili. Itinerari a scopo turistico e sportivo sono proposti dalla Federazione francese per le lunghe gite pedestri (FFRP) nella Grande Randonnée GR 655, segnalati sul terreno ma per le quali, a tutto il 2012, non esisteva ancora una pubblicazione descrittiva.
Si possono trovare itinerari proposti da guide e dalle associazioni di pellegrini; numerose varianti, talvolta puntuali, tal altra più sostanziali, sono reperibili a diversi punti di avanzamento del tragitto.

### Itinerari diretti

#### Parigi

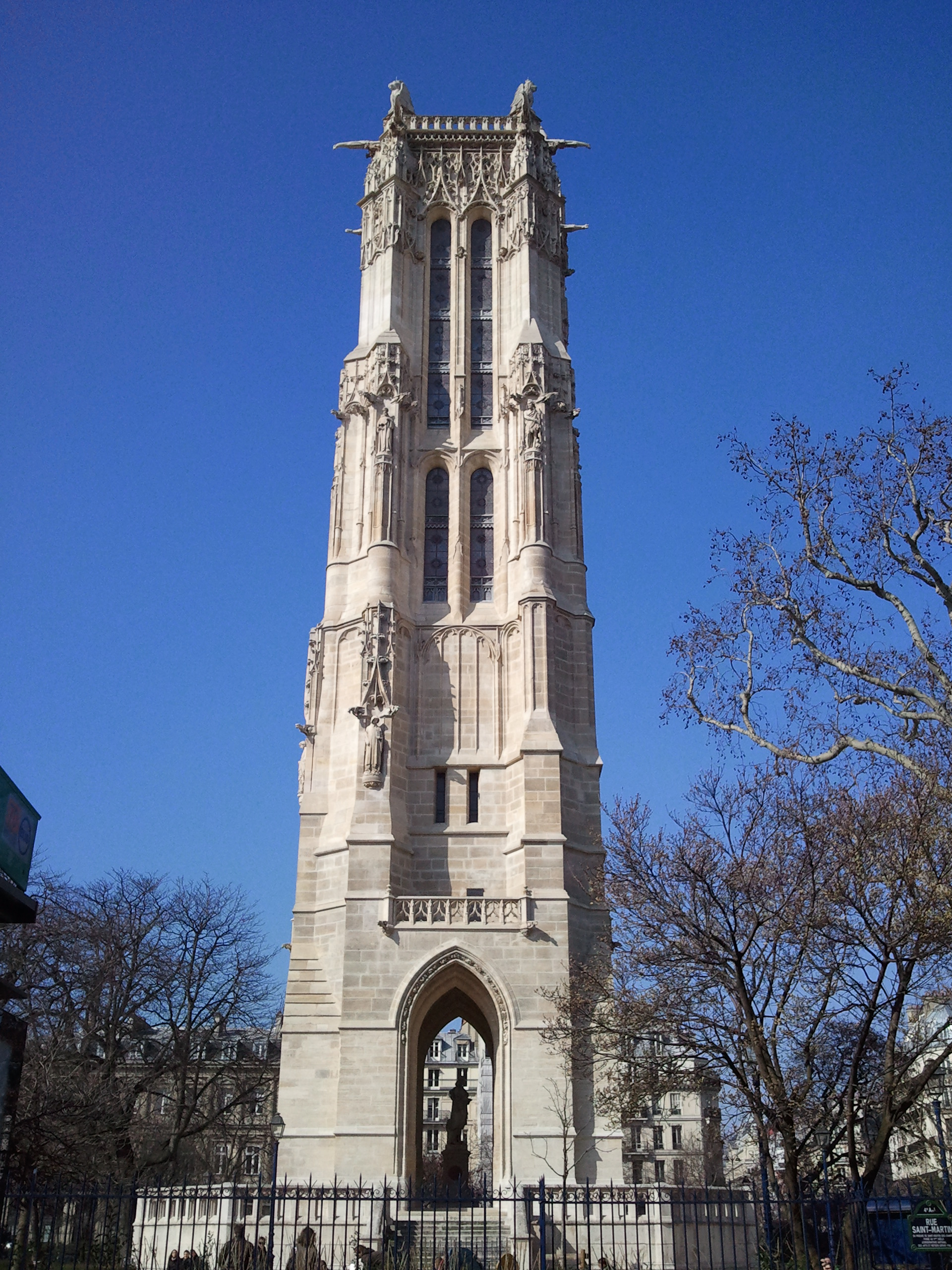
Parigi, la tour Saint-Jacques

- km 1747: Tour Saint-Jacques (piazza della Tour Saint-Jacques, nel quartiere Saint-Merri del IV arrondissement).

Il punto di partenza si trova ai piedi della tour Saint-Jacques, vestigia della chiesa medievale di Saint-Jacques-de-La-Boucherie. L'itinerario attraversa la Senna sul pont au Change, passa per l'Île de la Cité, lasciando a sinistra la Cattedrale di Notre-Dame, riattraversa la Senna sul pont Saint-Michel, recupera la rue du Petit-Pont che più oltre diviene rue Saint-Jacques, passa per la chiesa di Saint-Jacques-du-Haut-Pas, poi raggiunge la porte d'Orléans, o attraverso la rue de la Tombe-Issoire e la rue du Père-Corentin, oppure attraverso il boulevard Arago, la place Denfert-Rochereau e l'avenue du Général-Leclerc.

#### Hauts-de-Seine
Nel dipartimento della Hauts-de-Seine:
- km 1743: Montrouge
- Bagneux
- Bourg-la-Reine
- Sceaux
- Antony

#### Essonne
Nel dipartimento di Essonne:
- km 1728: Massy
- Champlan
- Saulx-les-Chartreux
- La Ville-du-Bois
- Montlhéry
- Longpont-sur-Orge
- Linas
- Leuville-sur-Orge
- Saint-Germain-lès-Arpajon
- Arpajon
- Boissy-sous-Saint-Yon
- Saint-Sulpice-de-Favières
- Chauffour-lès-Étréchy

- Étréchy

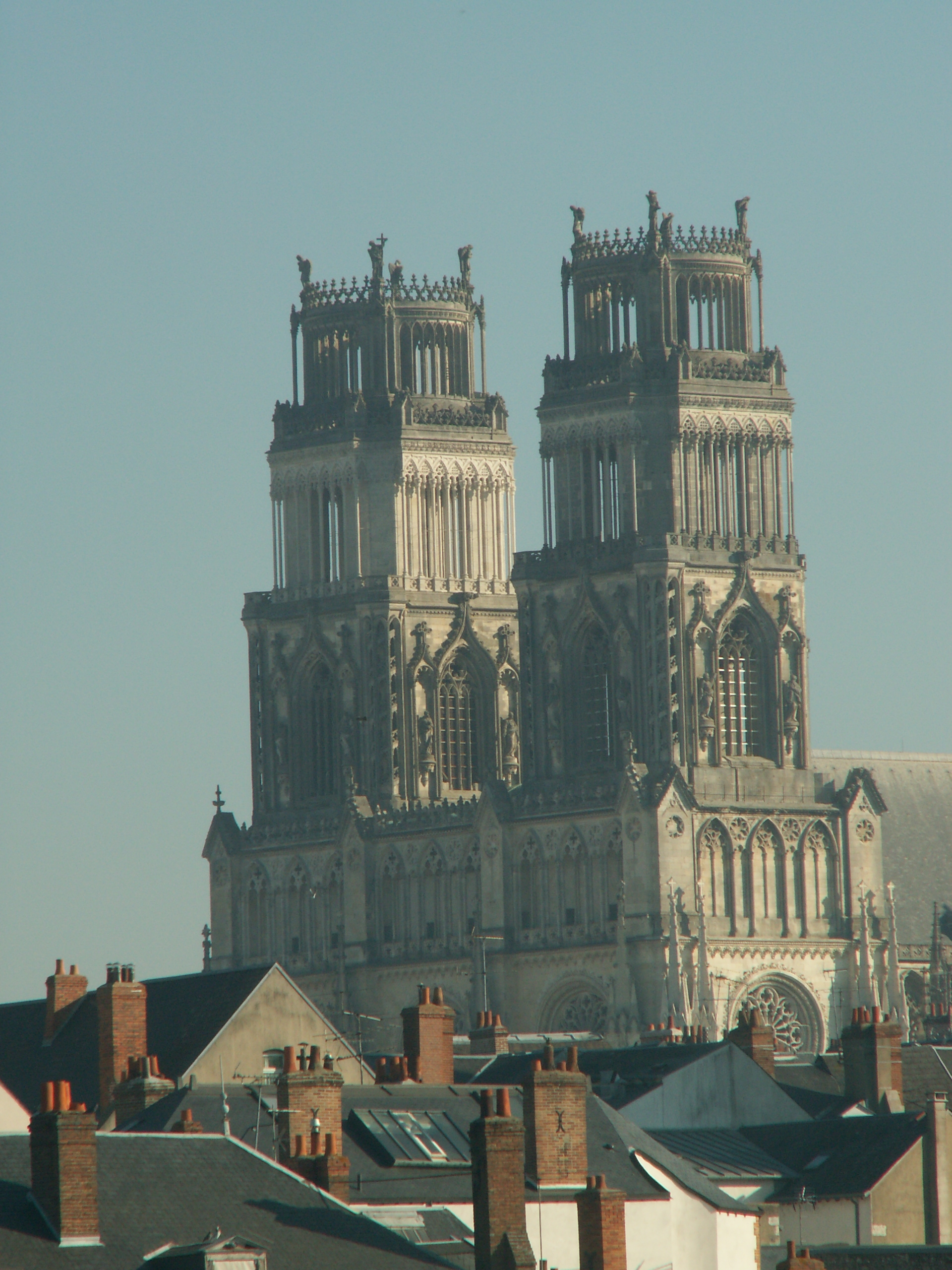
Cattedrale di Sainte-Croix ad Orléans.

- Étampes, la chiesa di Saint-Gilles, la collegiale di Notre-Dame du Fort e la tour Guinette.
- Ormoy-la-Rivière
- Guillerval
- Monnerville
- Angerville, la chiesa di Saint-Germain de Dommerville e la cappella Villeneuve

#### Eure-et-Loir
Nel dipartimento di Eure-et-Loir
- km 1644: Rouvray-Saint-Denis
- Oinville-Saint-Liphard
- Toury

#### Loiret

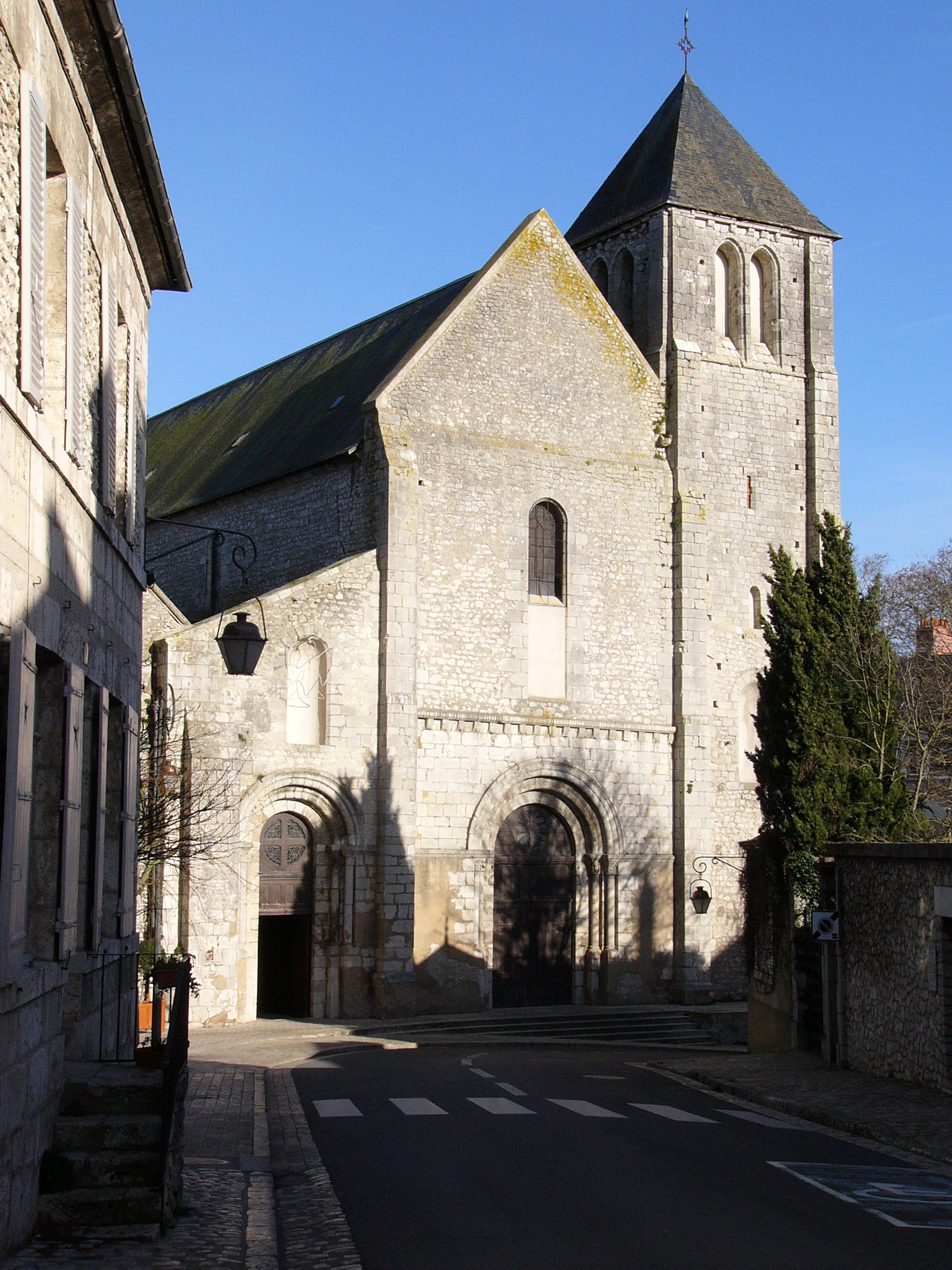
Beaugency, l'abbaziale di Notre-Dame

Nel dipartimento del Loiret:
- km 1629: Tivernon
- Ruan, Assas
- Artenay
- Chevilly
- Gidy
- Saran
- Orléans, la cattedrale di Sainte-Croix (di qui parte una variante sulla riva destra fino a Blois via Beaugency)

- Saint-Pryvé-Saint-Mesmin
- Saint-Hilaire-Saint-Mesmin
- Mareau-aux-Prés

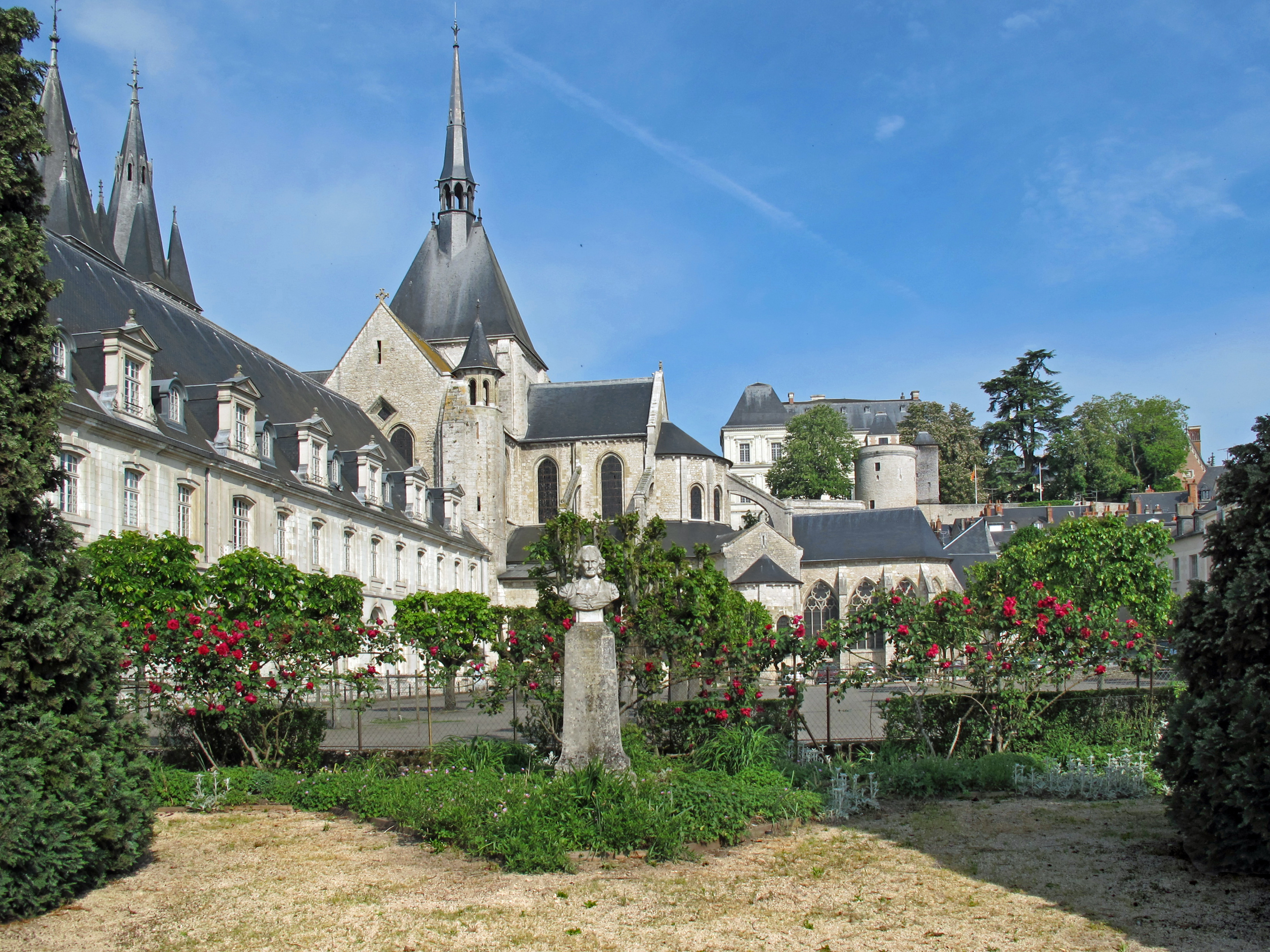
Abbazia di Saint-Laumer, chiesa di Saint-Nicolas e Castello di Blois

- Cléry-Saint-André, la basilica di Notre-Dame
- Dry
- Lailly-en-Val

#### Loir-et-Cher
Nel dipartimento di Loir-et-Cher:
- km 1562: Saint-Laurent-Nouan
- Muides-sur-Loire
- Saint-Dyé-sur-Loire
- Maslives
- Montlivault
- Saint-Claude-de-Diray
- Vineuil
- Blois, il Castello di Blois (arrivo di una variante sulla riva destra da Orléans via Beaugency)
- Chailles
- Candé-sur-Beuvron
- Chaumont-sur-Loire
- Rilly-sur-Loire

#### Indre e Loira
Nel dipartimento di Indre e Loira
- km 1494: Mosnes, La Barre
- Chargé

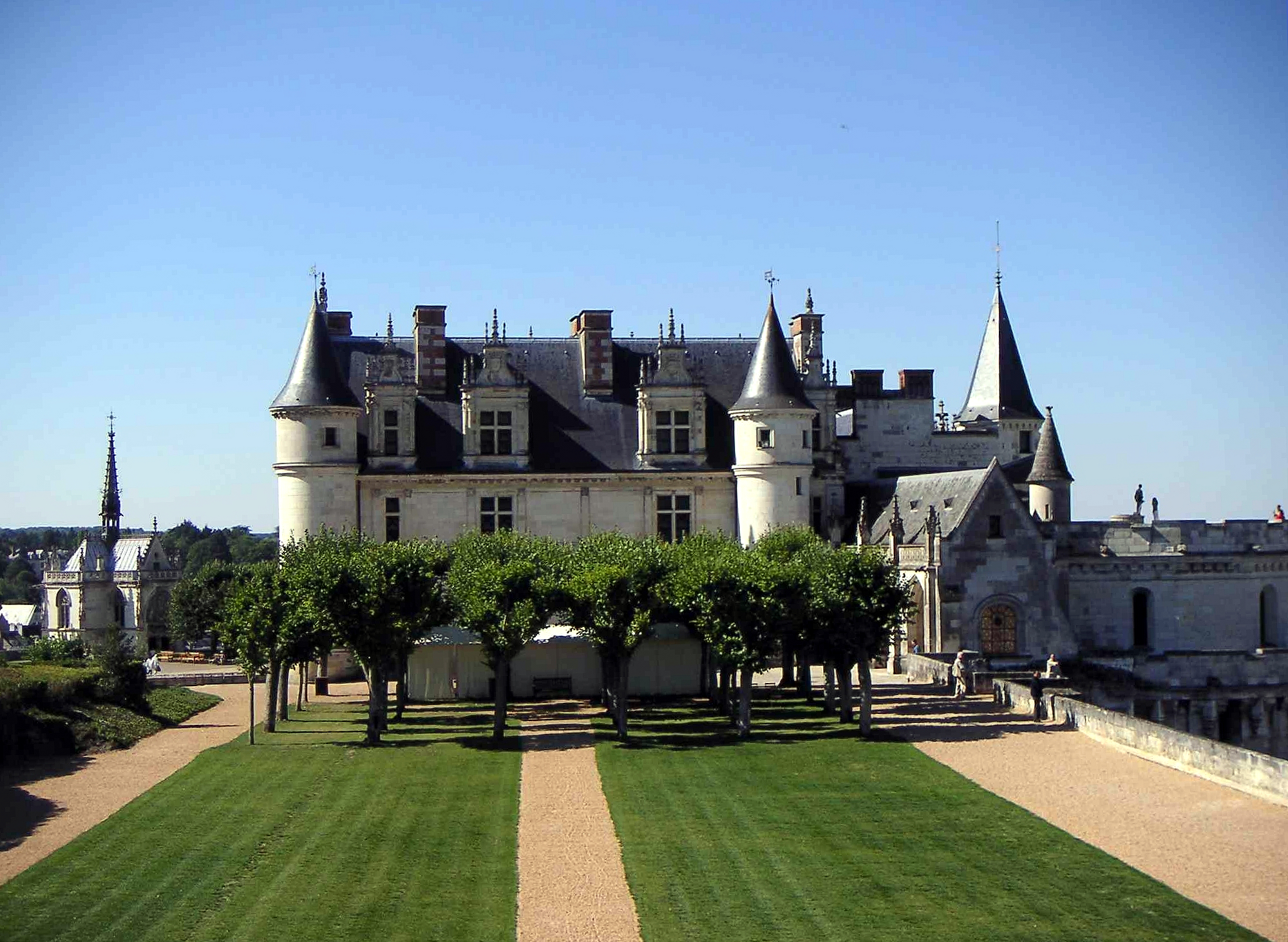
Castello Reale di Amboise.

- Amboise, chiesa di Saint-Florentin, la chapelle Saint-Hubert e il castello reale
- Lussault-sur-Loire, Ormeau-Vigneau
- Montlouis-sur-Loire, il castello de la Bourdaisière
- Vouvray
- Rochecorbon, Abbazia di Marmoutier
- Tours, la Cattedrale di Saint-Gatien, il Chiostro de la Psalette, il palazzo dell'antico arcivescovado e la Tour Charlemagne (arrivo della variante di Chartres).
- Saint-Avertini
- Chambray-lès-Tours
- Veigné
- Montbazon
- Sorigny, Les Carrois, Les Bondis
- Sainte-Catherine-de-Fierbois
- Sainte-Maure-de-Touraine, la chiesa di San Mauro e l'antico castello dei Rohan
- Draché
- La Celle-Saint-Avant

#### Vienne
Nel dipartimento di Vienne:
- km 1388: Port-de-Piles
- Les Ormes
- Dangé-Saint-Romain
- Ingrandes, Saint-Ustre
- Châtellerault, Chiesa di Saint-Jacques e ponte Enrico IV
- Cenon-sur-Vienne
- Fontaine
- Poitiers: la Chiesa di Saint-Hilaire le Grand, la Cattedrale di Saint-Pierre de Poitiers, la chiesa di Notre-Dame la Grande, il Battistero di San Giovanni, la Chiesa di Santa Radegonda
- Fontaine-le-Comte e la sua abbazia

- Coulombiers

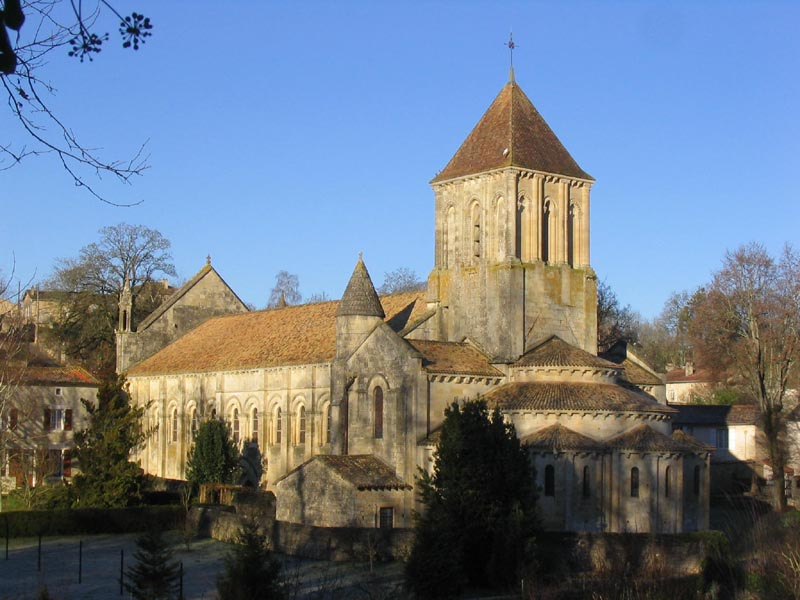
Chiesa di Saint-Hilaire de Melle

- Lusignano, la chiesa di Notre-Dame-et-Saint-Junien
- Saint-Sauvant, chiesa di Saint-Sylvain

#### Deux-Sèvres
Nel dipartimento di Deux-Sèvres:
- km 1281: Chenay, la chiesa di Notre-Dame
- Sepvret,
- Saint-Léger-de-la-Martinière
- Melle, le chiese di Saint-Savinien e di Saint-Pierre
- Trappe,
- La Torserie,
- Brioux-sur-Boutonne,
- Villiers-sur-Chizé,

#### Charente Marittima
Nel dipartimento della Charente Marittima:
- km 1237: La Villedieu
- Aulnay, la chiesa di Saint-Pierre d'Aulnay
- Paillé,
- Les Églises-d'Argenteuil,

- Courcelles,

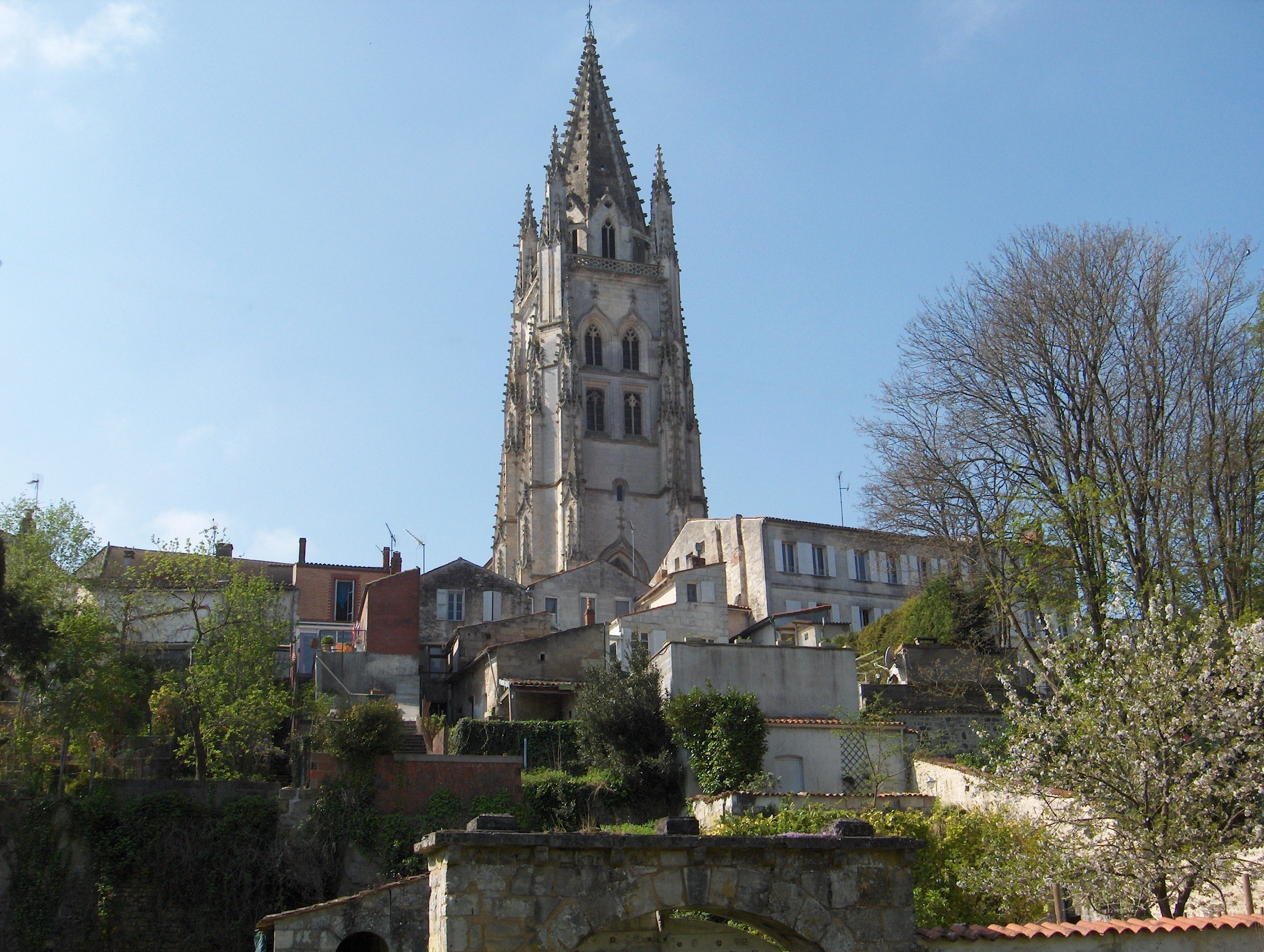
La Basilica di Sant'Eutropio di Saintes.

- Saint-Jean-d'Angély, l'abbazia di San Giovanni Battista
- Fenioux,
- La Frédière,
- Juicq,
- Le Douhet,
- Fontcouverte,
- Saintes, la basilica di Saint-Eutrope, la cattedrale di San Pietro, la chiesa di Santa Maria dell'Abbazia delle Dame. (Da Saintes, una variante parte in direzione di Talmont-sur-Gironde. Di là, il pellegrino può scegliere di attraversare l'estuario e de proseguire per la Voie de Soulac o verso Bordeaux lungo l'estuario della Gironda).

- Berneuil (fuori percorso)
- Préguillac,
- Saint-Léger (fuori percorso)
- Boissouchaud

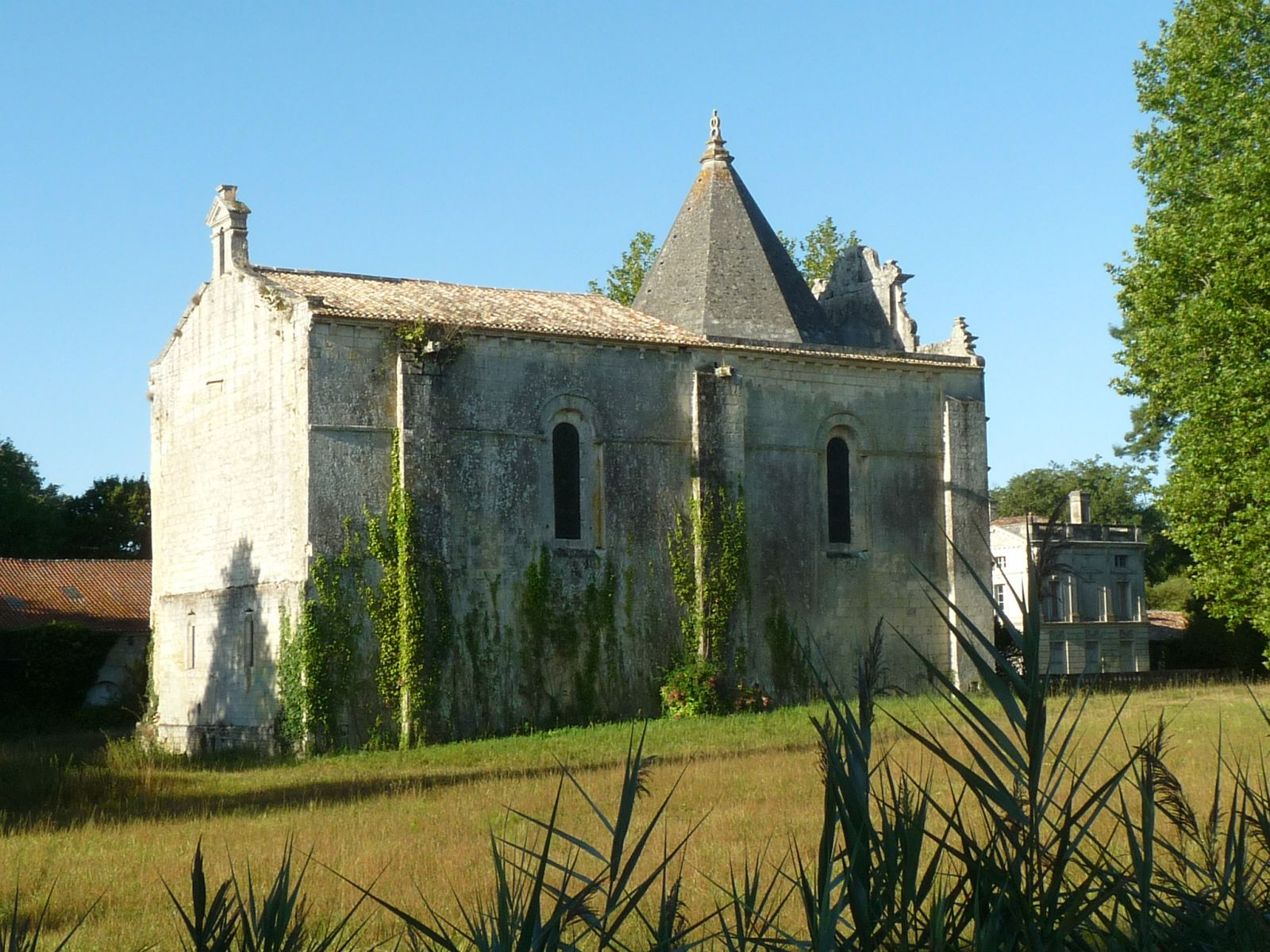
Cappella della Tenaille.

- Pons, la chiesa di Saint Vivien e l'Ospedale dei pellegrini
- Belluire,
- Saint-Genis-de-Saintonge
- Plassac (fuori percorso)
- Abbazia della Tenaille
- Mirambeau, chiesa di Saint-Martin de Petit-Niort

#### Gironda

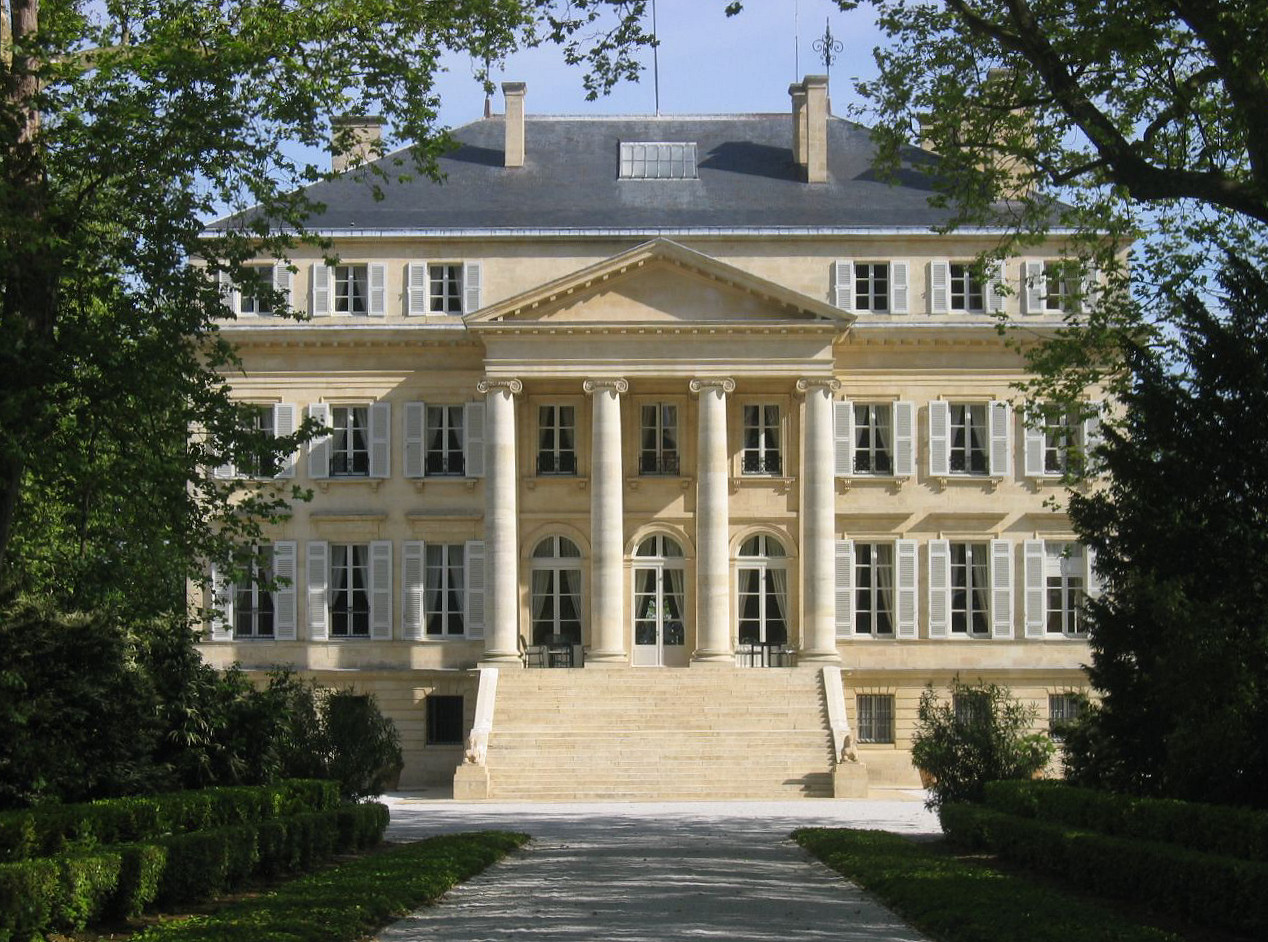
Il castello di Margaux (maggio 2005)

Nel dipartimento della Gironda:
- km 1112: Pleine-Selve, l'abbazia di Santa-Maria-Maddalena
- Saint-Palais,
- Les Babinots
- Saint-Aubin-de-Blaye

- La Lande,
- Étauliers,
- Le Pontet,
- Saint-Seurin-de-Cursac,

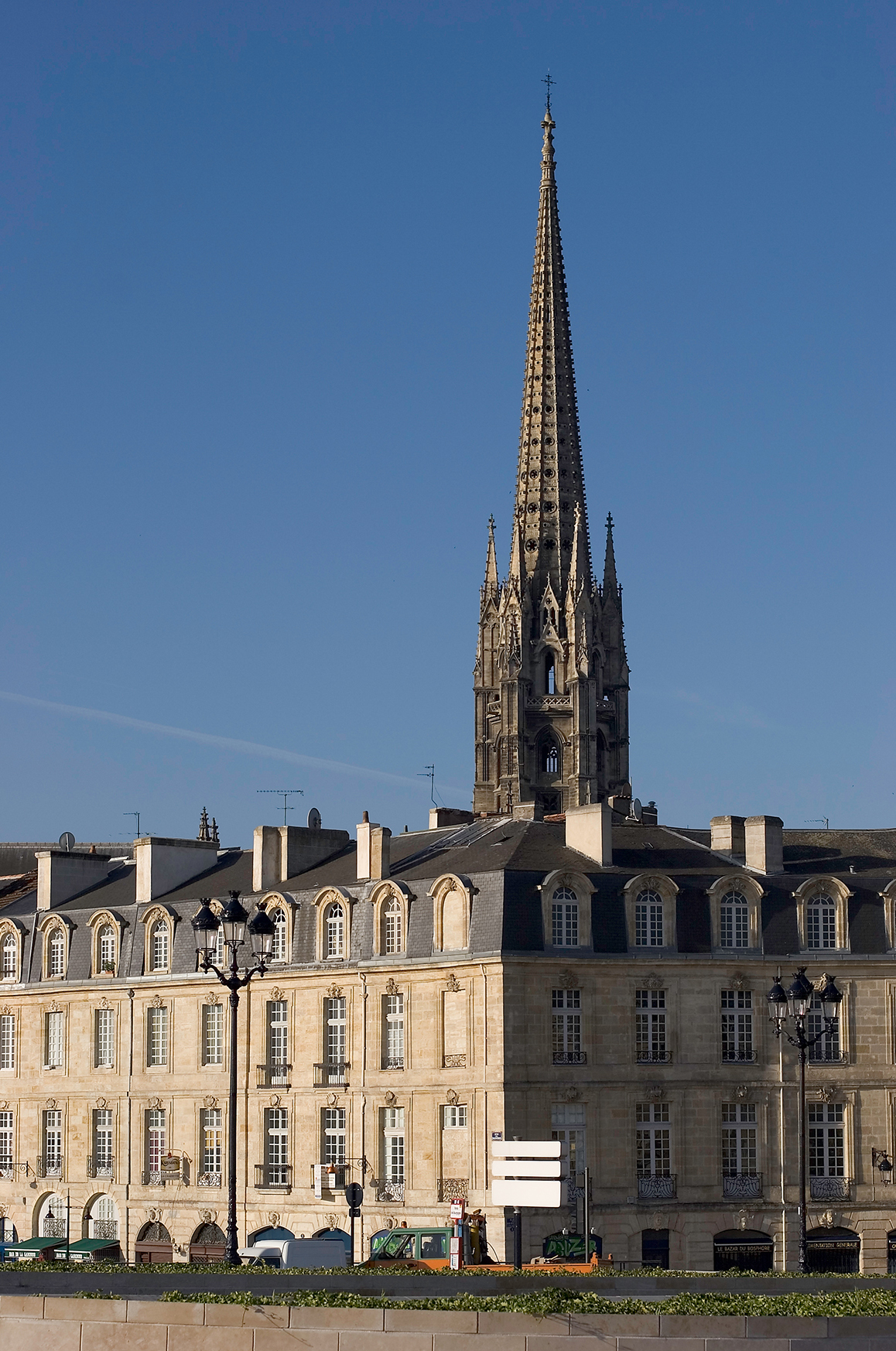
Bordeaux, la basilica di San Michele.

- Saint-Martin-Lacaussade, ls Chiesa e l'ospedale Saint-Martin
- Blaye, la basilica di Saint-Romain de Blaye e l'ospedale di Saint-Nicolas (partenza della variante sulla riva sinistra della Gironda)
- Bourg-sur-Gironde, la chiesa di Saint-Giron, la cappella di San Giacomo, l'ospedale di Saint-Lazare
- Ambès, la cappella di San Giacomo (fuori percorso)
- La Sauve, l'Abbazia di La Sauve-Majeure
- Langoiran, il priorato-ospedale di Saint-Germain (dipendente dall'Abbazia benedettina di Saint-Etienne-de-Vaux, in Saintonge) (fuori percorso)
- Carbon-Blanc, l'Abbazia di Bonlieu
- Lormont, la chiesa di Saint-Martin e l'eremitaggio di Santa Caterina (spazio verde)
- Bordeaux, la cattedrale di Sant'Andrea a Bordeaux, la chiesa di San Pietro, la basilica di San Michele, l'Abbazia Sainte-Croix di Bordeaux, la basilica di Saint-Seurin, la chiesa di Sant'Eulalia e l'ospedale di San Giacomo (non più esistente); arrivo della variante da Blaye per la riva sinistra della Garonna.
- Gradignan, il priorato di Cayac
- Canéjan, l'ospedale di San Giovanni di Camparian (fuori percorso)
- Cestas, la chiesa di Sant'Andrea e la cappella di Toctoucau (fuori percorso)
- Peyon (frazione del comune de Saucats)
- Le Barp, la chiesa e l'antico ospedale di Saint-Jacques
- Belin-Béliet, I priorati di l'Hospitalet e di Saint-Pierre-de-Mons
- Mons (frazione del comune di Belin-Béliet)

#### Landes
Nel dipartimento delle Landes
- km 958: Saugnacq-et-Muret e la sua cappella
- Moustey, la chiesa di San Martino e quella di Notre-Dame
- Pissos, chiesa di San Giovanni Battista di Richet
- Labouheyre, chiesa di San Giacomo di Labouheyre
- Escource
- Onesse-et-Laharie

- Lesperon
- Taller
- Gourbera

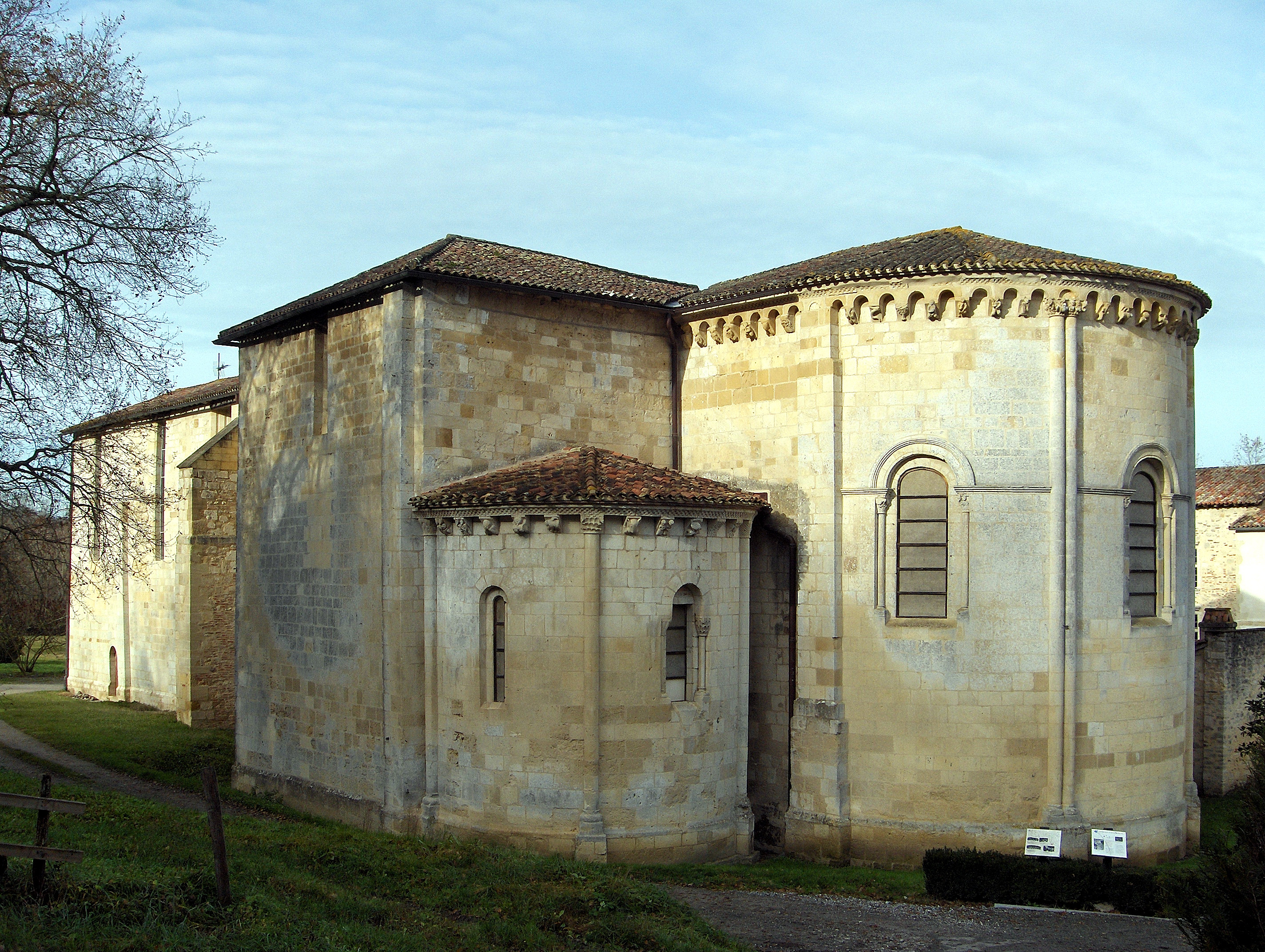
L'Abbazia d'Arthous ad Hastingues.

- Saint-Paul-lès-Dax e la chiesa di San Paolo
- Dax, la Cattedrale di Notre-Dame de Dax, la fontana calda, le terme
- Saint-Pandelon
- Cagnotte; l'Abbazia di Cagnotte
- Cauneille
- Sorde-l'Abbaye; l'Abbazia di Saint-Jean
- Hastingues; l'Abbazia d'Arthous

#### Pirenei Atlantici
Nel dipartimento dei Pirenei Atlantici:
- km? : Arancou

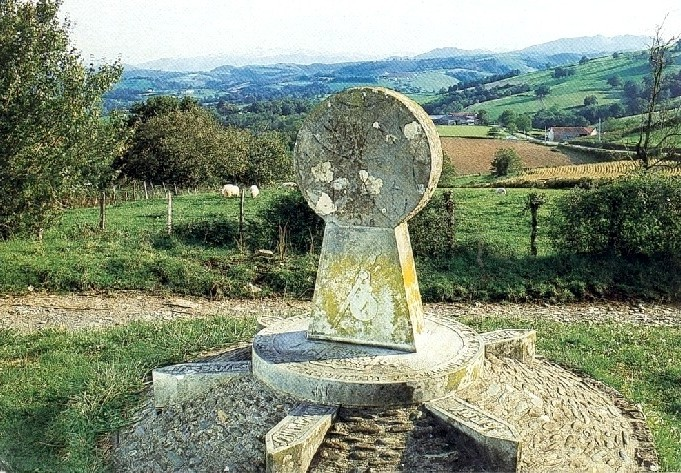
Stele di Gibraltar

- Ostabat. Su quest'ultima tappa si congiungono altri due cammini, la via Lemovicensis e la via Podiensis, all'incrocio di Gibraltar.

Il cammino prosegue per la via Podiensis, il Camino navarro e il Camino francés, fino a San Giacomo di Compostella.

### Variante da Parigi a Tours per Chartres
Dalla partenza di Parigi, l'itinerario si dirige a sud-ovest verso Chartres, piuttosto che a sud verso Orléans, è un'alternativa classica, un po' più lunga, ma generalmente più bucolica.

#### Parigi
- Parigi - Tour Saint-Jacques

La variante si separa dall'itinerario diretto in piazza Denfert-Rochereau (o meglio all'angolo fra la rue Saint-Jacques e il boulevard Arago) per dirigersi verso la Porta di Vanves, e quindi raggiungere la Coulée verte du sud parisien che inizia a Malakoff.

#### Hauts-de-Seine
- Malakoff
- Châtillon
- Bagneux
- Fontenay-aux-Roses
- Sceaux
- Châtenay-Malabry
- Antony

#### Essonne
- Verrières-le-Buisson, foresta di Verrières
- Igny
- Vauhallan, Abbazia di Saint-Louis-du-Temple de Vauhallan: monastero dei benedettini, alloggio per i pellegrini
- Plateau de Saclay (comuni di Saclay e Palaiseau)
- Orsay
- Bures-sur-Yvette
- Gif-sur-Yvette

Poi, dopo essere entrato brevemente in Yvelines, al passaggio per Saint-Rémy-lès-Chevreuse, l'itinerario ritorna in Essonne e utilizza il tracciato dell'antica linea ferroviaria di Sceaux
- Montabé (200 metri fuori percorso, frazione del comune di Boullay-les-Troux)
- Boullay-les-Troux (300 metri fuori percorso)
- Pecqueuse

#### Yvelines
- Saint-Rémy-lès-Chevreuse

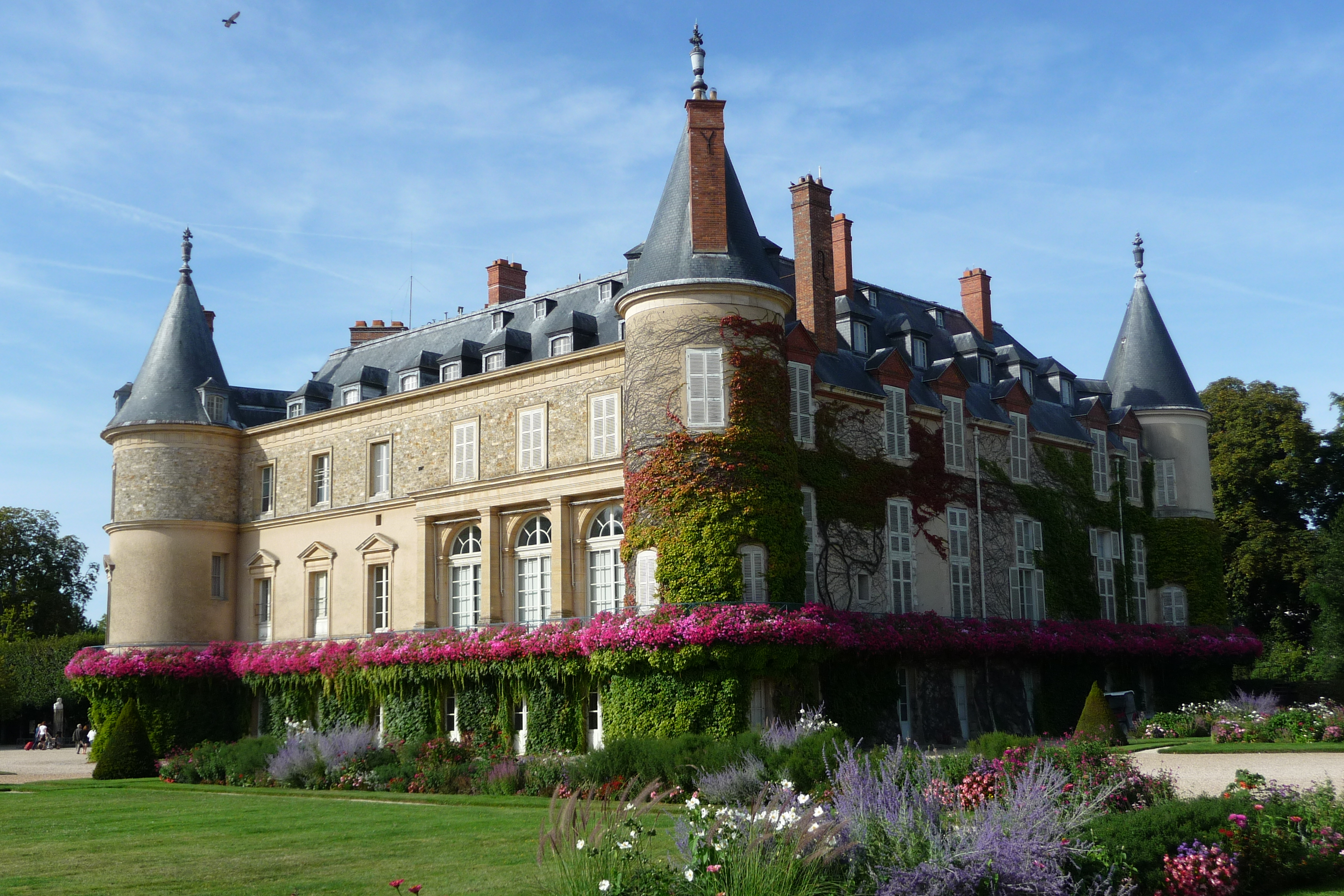
Il castello di Rambouillet

- Bonnelles, dopo essere rientrato brevemente in Essonne al passaggio per i comuni di Boullay-les-Troux e Pecqueuse
- La Bâte (frazione del comune di Longvilliers)
- Longvilliers
- Saint-Arnoult-en-Yvelines
- Rambouillet, il Castello di Rambouillet
- Gazeran
- Saint-Hilarion
- Émancé
- Chaleine (frazione del comune d'Émancé)

#### Eure-et-Loir
- Droue-sur-Drouette
- Épernon
- Hanches
- Saint-Martin-de-Nigelles
- Le Clos Verdelet (comune di Villiers-le-Morhier)
- Maintenon (capoluogo, poi la frazione di Maingournois)
- Saint-Piat (frazioni di Changé e di Grogneul, poi il capoluogo)
- Soulaires
- La Dalonne (comune di Jouy)
- Saint-Prest capoluogo, poi frazione di La Villette)

- Champhol
- Lèves

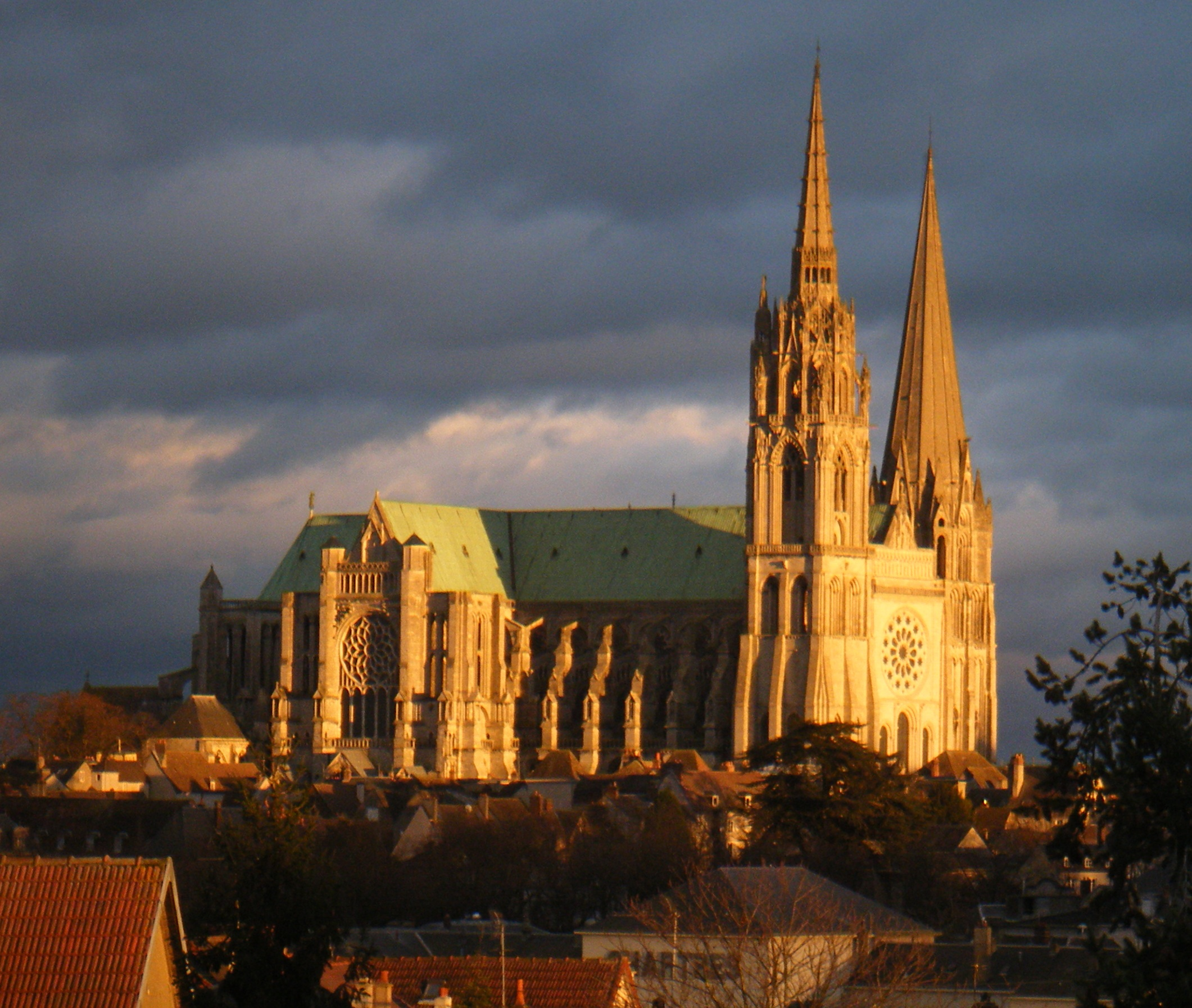
Chartres, la cattedrale

- Chartres, la cattedrale di Notre-Dame a Chartres
- Le Coudray
- Les Ardrets (comune di Morancez)
- Lambert (comune di Barjouville)
- Le Boisseau, poi La Varenne (comune di Ver-lès-Chartres)
- Thivars (capoluogo, poi frazione di Goindreville)
- Spoir (comune de Mignières)
- Mont-les-Tertres, poi Trizay (comune di Nogent-sur-Eure)
- Bailleau-le-Pin (frazione di Hauvill), poi capoluogo, poi frazione di Harville
- Bonneval, l'Abbazia di Saint-Florentin
- Châteaudun, la Chiesa di Saint-Jean-de-la-Chaîne, la chiesa di La Madeleine, la chiesa di Saint-Valérien e la Sainte-Chapelle
- Cloyes-sur-le-Loir, il suo priorato

#### Loir-et-Cher
- Fréteval, la chiesa di San Nicola e il Castello di Fréteval
- Vendôme la chiesa della Madeleine, l'antica abbazia della Trinità e la Collegiale di San Giorgio
- Lavardin, la chiesa di Saint-Genest e le vestigia del castello feudale dei conti di Vendôme
- Montoire-sur-le-Loir, il suo priorato e gli affreschi della cappella di Saint-Gilles
- Saint-Jacques-des-Guérets, la chiesa di San Giacomo

#### Indre-et-Loire
- Château-Renault, la Chiesa di Sant'Andrea
- Monnaie
- Tours

### Variante da Orléans a Blois per Beaugency
(Questa variante, sulla riva sinistra della Loira, concerne evidentemente l'itinerario principale attraverso Orléans e non la variante per Chartres sopradescritta).

#### Loiret
- Orléans
- La Chapelle-Saint-Mesmin
- Saint-Ay
- Meung-sur-Loire
- Beaugency

#### Loir-et-Cher
- Lestiou
- Suèvres
- Cour-sur-Loire
- Menars
- Blois

### Variante da Poitiers a Bordeaux per Angoulême

#### Vienne
- Poitiers
- Chauvigny, la collegiale Saint-Pierre
- Nouaillé-Maupertuis
- Charroux, la chiesa dell'Abbazia di San Salvatore
- Saint-Maurice-la-Clouère e il suo priorato
- Civray, il suo priorato

#### Charente
- Nanteuil-en-Vallée, l'abbazia di Notre-Dame
- Ruffec, la Chiesa di Sant'Andrea
- Tusson, l'abbazia

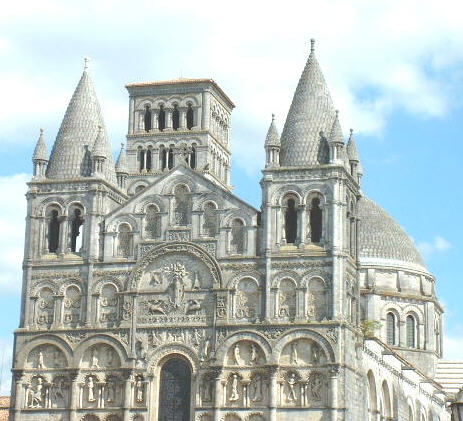
Cattedrale di Saint-Pierre d'Angoulême

- Marcillac-Lanville, il priorato di Notre-Dame de Lanville
- Saint-Amant-de-Boixe, la chiesa abbaziale
- Angoulême, la cattedrale di San Pietro
- La Couronne, l'abbazia di Notre-Dame
- Mouthiers-sur-Boëme, la chiesa di Sant'Ilairio
- Charmant, la Chiesa di Notre-Dame

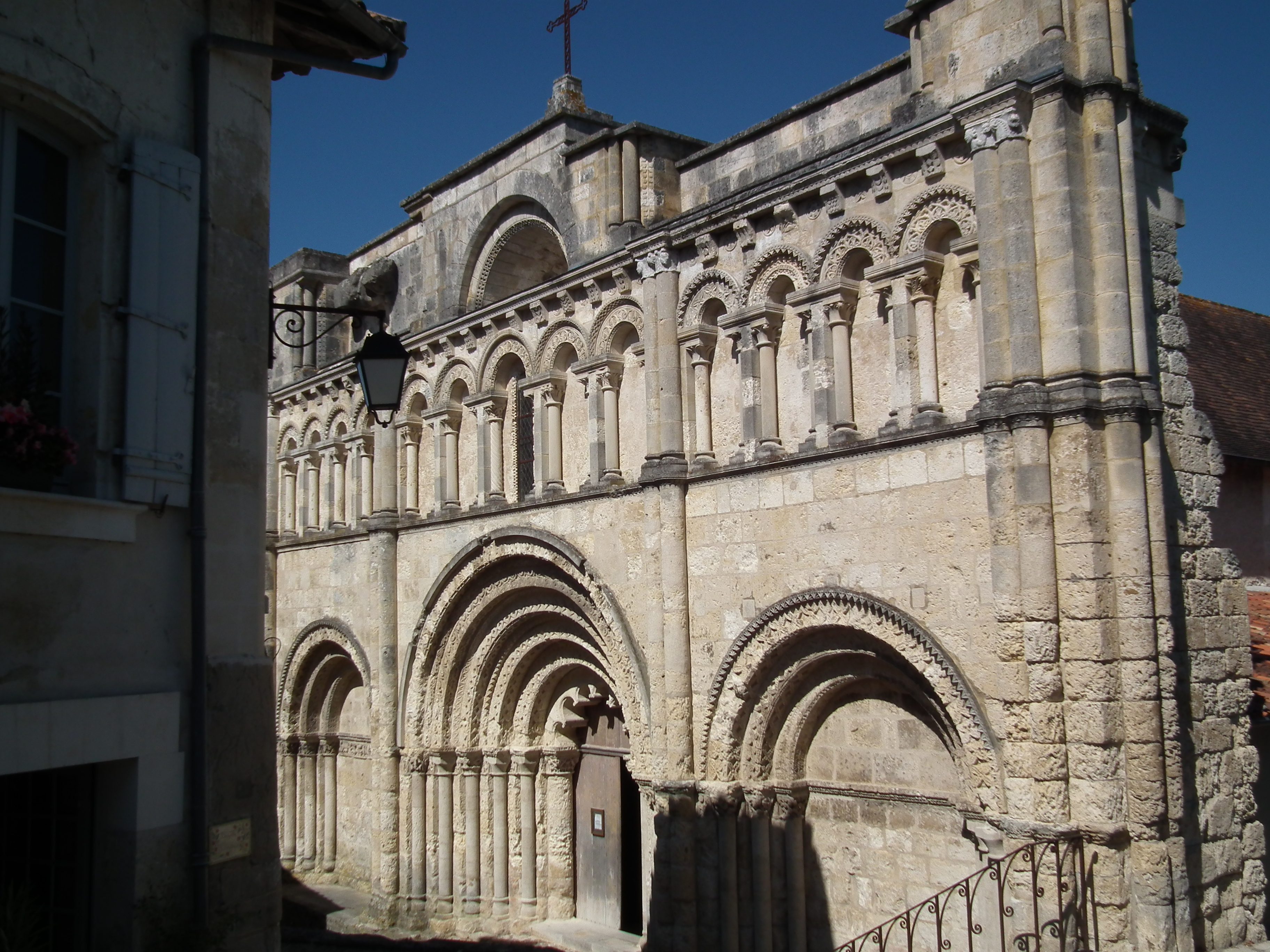
La chiesa di Saint-Jacques d'Aubeterre

- Plassac, la Chiesa di Saint-Cybard
- Cressac-Saint-Genis, la cappella dei Templari
- Aignes-et-Puypéroux, l'abbazia di Saint-Gilles
- Montmoreau-Saint-Cybard, la chiesa di Saint-Denis
- Aubeterre-sur-Dronne, la chiesa di San Giacomo

Il percorso di San Giacomo corre per 175 km nel dipartimento della Charente, ma i percorsi nella Charente erano parecchi.

#### Dordogna

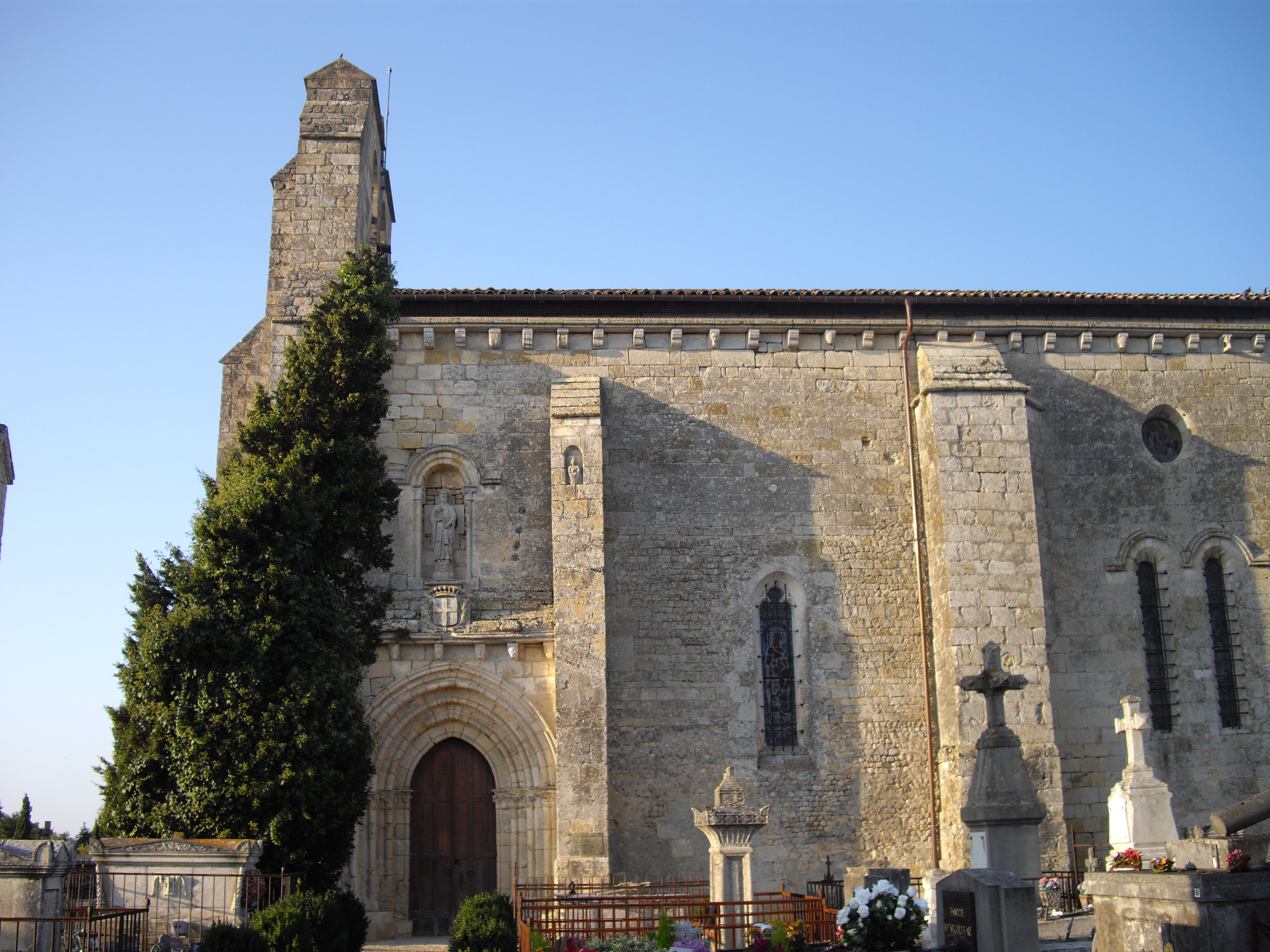
Chiesa di Saint-Pierre de La Sauve

- Saint-Aulaye, Chiesa di Santa Eulalia; verso Bordeaux, ma i pellegrini potevano decidere di dirigersi verso Sainte-Foy-la-Grande:
- Montpon
- Saint-Méard-de-Gurçon

#### Gironda
- Coutras, la chiesa di San Giovanni Battista
- La Sauve, l'Abbazia di La Sauve-Majeure e la chiesa di San Pietro (via secondaria non segnalata)
- o Sainte-Foy-la-Grande (via Lemovicensis)
- Bordeaux

### Variante "via del Médoc" da Blaye a Bordeaux sulla riva sinistra della Gironda

#### Gironda
- Blaye
- Lamarque
- Margaux
- Arsac
- Le Pian-Médoc,
- Blanquefort
- Le Bouscat
- Bordeaux

### Percorsi che vi confluiscono

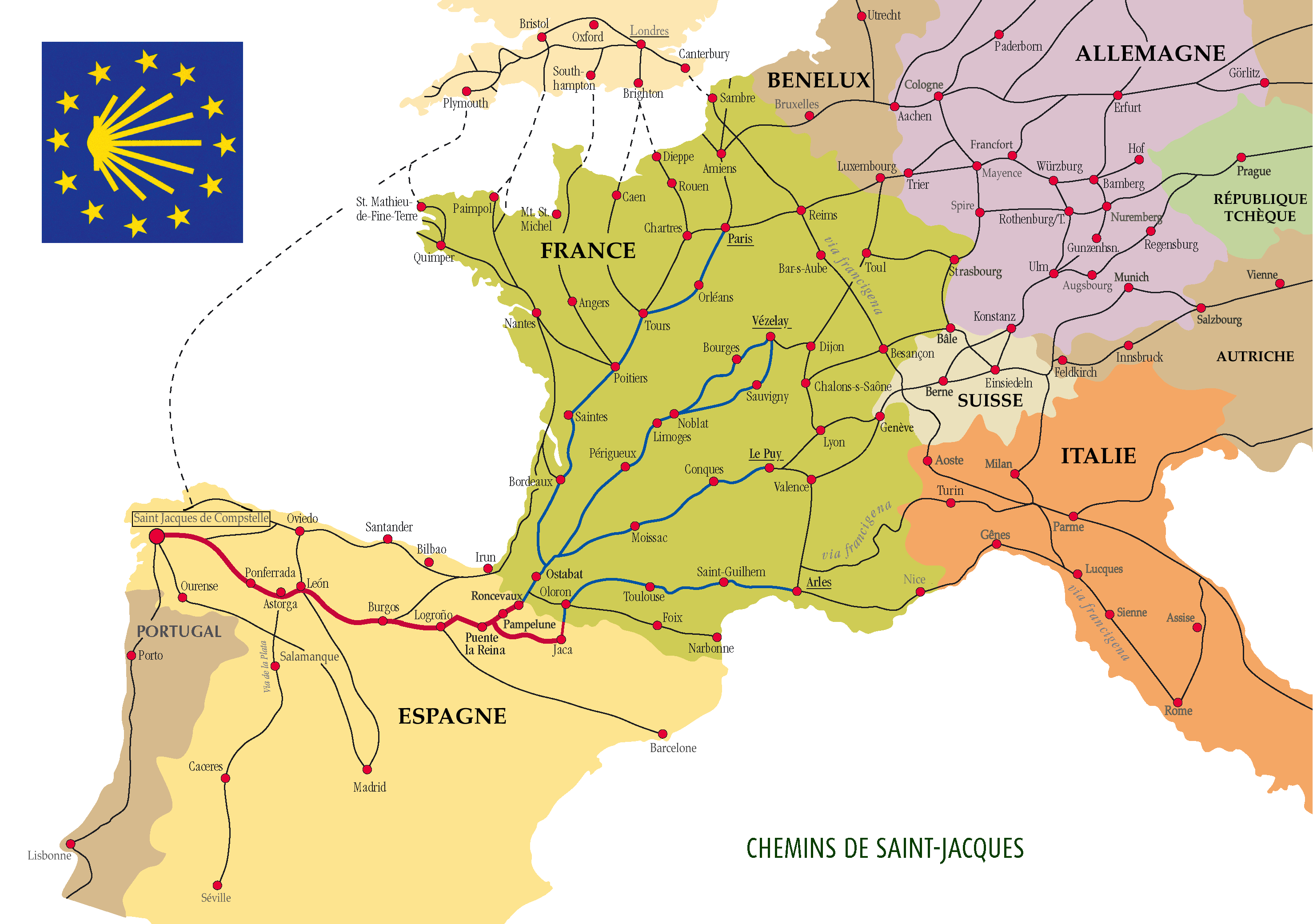
Percorsi contemporanei in Europa per recarsi a San Giacomo di Compostella.

#### Dall'Inghilterra
Qualunque fosse il punto di partenza dall'Inghilterra, la maggioranza dei pellegrini provenienti dal sud della Gran Bretagna che sceglievano di transitare per la Francia attraversavano la Manica e raggiungevano la via Turonensis lungo percorsi che vi confluivano:
- Da Mont-Saint-Michel, via Rennes, Nantes fino a Bordeaux o via Angers, Parthenay, Niort, fino ad Aulnay o via Angers fino a Poitiers;
- Da Paimpol, via Nantes fino a Bordeaux;
- Dall'Abbazia Saint-Mathieu de Fine-Terre, via Quimper e Nantes fino a Bordeaux;
- Da Caen fino a Tours;
- Da Dieppe, via Rouen e Chartres fino a Tours;
- Da Calais, via Amiens fino a Parigi.

#### Dal Belgio e dal Lussemburgo
I pellegrini provenienti dal Belgio, o più a monte dai Paesi Bassi, dal nord della Germania o dalla Danimarca, potevano raggiungere la via Turonensis a Parigi, via Bruxelles, Tournai, Valenciennes, Cambrai e Amiens.
I pellegrini provenienti da sud est del Belgio o dal Lussemburgo potevano raggiungere la via Turonensis verso ovest a Parigi, via Reims, oppure al sud verso la via Lemovicensis, che raggiungevano Vézelay, via Toul e Digione.